# Лијановрохи
Лијановрохи (грч. Λιανοβρόχι) је насељено место у општини Бер у периферији Средишња Македонија, Грчка. Према попису из 2021. године било је 23 становника.
Лијановрохи се води као посебно насеље од 2002. године.